# Iwonka Surwiłła
Iwonka Surwiłła, z d. Szymaniec (biał. Івонка Сурвілла, у д. Шыманец; ur. 11 kwietnia 1936 w Stołpcach) – zamieszkująca w Stanach Zjednoczonych białoruska polityk emigracyjna, od 1997 przewodnicząca Rady Białoruskiej Republiki Ludowej, formalnie głowa państwa białoruskiego na uchodźstwie.

## Życiorys
Urodzona na Nowogródczyźnie jako Iwonka Szymaniec, wychowała się we Francji. Studiowała sztukę w Paryżu i uzyskała dyplom w dziedzinie języków współczesnych na Sorbonie. Poślubiwszy w 1959 białoruskiego działacza emigracyjnego Janka Surwiłłę przeprowadziła się do Madrytu, gdzie zajmowała się pracą dziennikarską oraz nauczała języka francuskiego w tamtejszym Instytucie Francuskim. W 1969 przeniosła się do Kanady, gdzie pracowała jako tłumaczka aż do emerytury w 1996.
Wraz z mężem Jankiem Surwiłłą udzielała się aktywnie w życiu białoruskiej społeczności emigracyjnej. W 1974 wybrano ją na prezesa Białoruskiego Instytutu Nauki i Sztuki w Ottawie, którą to funkcję sprawowała do 1984. Po katastrofie czarnobylskiej zaangażowała się w pomoc na rzecz jej ofiar. Wraz z mężem i przyjaciółmi założyła Kanadyjski Fundusz Pomocy dla Ofiar Czarnobyla na Białorusi (CRFCVB), wysyłając leki i zapraszając białoruskie dzieci na wakacje w Kanadzie.
W 1997 wybrano ją na przewodniczącą Rady Białoruskiej Republiki Ludowej na Uchodźstwie – kontynuatorki Białoruskiej Republiki Ludowej z 1918. W kwietniu 2010 uzyskała reelekcję na ten urząd.

## Odznaczenia
- Medal Diamentowego Jubileuszu Królowej Elżbiety II – Kanada, 2013[2]
- Krzyż Odrodzenia Białorusi – Zjednoczony Gabinet Przejściowy Białorusi, 2024[3][4]
- Medal Franciszka Skaryny – Zjednoczony Gabinet Przejściowy Białorusi, 2024[5]